# Holarktik
Holarktik ili holarktis je biogeografsko područje koje obuhvaća veći dio Sjeverne Zemljine polutke. Južna granica ovoga područja prolazi kroz sjeverni dio Meksika, Atlantski ocean južno od Zelenortskih otočja, sjeverne dijelove Sahare, istok Arapskkoga poluotoka, Himalaje, južne dijelove NR Kine, Filipinskim morem južno od Tajvana i Japana, Tihim oceanom sjeverno od Havaja. Često se dijeli na manje ekozone, Palearktik i Nearktik, koje obuhvaćaju područja Holarktika u Starome, odnosno Novome svijetu.